# Lawson Aiguilles
Lawson Aiguilles är en bergstopp i Antarktis. Den ligger i Östantarktis. Australien gör anspråk på området. Toppen på Lawson Aiguilles är 312 meter över havet.
Terrängen runt Lawson Aiguilles är kuperad norrut, men söderut är den platt. Terrängen runt Lawson Aiguilles sluttar norrut. Trakten är obefolkad. Det finns inga samhällen i närheten. 